# Nokia 1006
Nokia 1006 – telefon komórkowy produkowany przez firmę Nokia. Został wprowadzony na rynek w I kwartale 2009 roku. Charakteryzuje się prostotą przez ograniczenie funkcji telefonu.

## Funkcje
- Nagrywanie rozmów
- Tryb głośnomówiący
- Kalendarz
- Budzik
- Stoper